# Созел
Созе́л (порт. Sousel; МФА: [so.ˈzɛɫ]) — муніципалітет і містечко в Португалії, в окрузі Порталегре. Розташований у східній частині країни, на теренах історичної португальської провінції Алентежу. Належить до Порталегрівсько-Каштелу-Бранківської діоцезії Католицької церкви в Португалії. Права міського самоврядування має з 1527 року. Поділяється на 4 парафії. За адміністративним поділом, чинним до 1976 року, був складовою провінції Верхнє Алентежу. Площа муніципалітету — 279,32 км², населення муніципалітету — 5074 ос. (2011); густота населення — 18,17 осіб/км²
. Патрон — Діва Марія. Святковий день муніципалітету — 1-й понеділок після Пасхи. Поштовий індекс — 7470.  Код місцевої адміністративної одиниці — 1215. Складова статистичного регіону Алентежу.

## Назва
- Созел (порт. Sousel, стара орфографія: порт. Souzel) — сучасна португальська назва.

## Географія
Созел розташований на сході Португалії, на півдні округу Порталегре.
Созел межує на півночі з муніципалітетами Авіш і Фронтейра, на сході та півдні — з муніципалітетом Ештремош, на південному заході — з муніципалітетом Аррайолуш, на заході — з муніципалітетом Мора (Евора).

## Населення
| Кількість мешканців | Кількість мешканців | Кількість мешканців | Кількість мешканців | Кількість мешканців | Кількість мешканців | Кількість мешканців | Кількість мешканців | Кількість мешканців | Кількість мешканців | Кількість мешканців | Кількість мешканців | Кількість мешканців | Кількість мешканців | Кількість мешканців | Кількість мешканців |
| ------------------- | ------------------- | ------------------- | ------------------- | ------------------- | ------------------- | ------------------- | ------------------- | ------------------- | ------------------- | ------------------- | ------------------- | ------------------- | ------------------- | ------------------- | ------------------- |
| 1864                | 1878                | 1890                | 1900                | 1911                | 1920                | 1930                | 1940                | 1950                | 1960                | 1970                | 1981                | 1991                | 2001                | 2011                |                     |
| 4 959               | 5 522               | 5 845               | 6 487               | 7 685               | 8 279               | 9 470               | 11 201              | 11 702              | 10 578              | 7 490               | 7 259               | 6 150               | 5 780               | 5 074               |                     |